# Urbančič
Urbančič je priimek več znanih Slovencev:
- Alenka Urbančič, državna sekretarka
- Alojz Urbančič (1876—1950), učitelj in publicist
- Boris Urbančič (1913—1998), jezikoslovec, bohemist
- Dominika (Dina) Urbančič (1914—1999), medicinska sestra, šolnica
- Frančiška (Fani) Urbančič, por. Bobek (1913—?), uradnica in članica organizacije TIGR
- Ivo Urbančič (1930—2016), filozof in prevajalec
- Izidor Urbančič (1925—2000), slikar, kipar, grafik in pedagog
- Josipina Urbančič Turnograjska (1833—1854), pisateljica, pesnica in skladateljica
- Jošt Urbančič (*2001), nogometaš
- Lea Urbančič (*1991), odbojkarica
- Ljenko Urbančič (1922—2006), domobranec, emigrantski publicist v Avstraliji
- Marija Urbančič (1907—1988), uradnica in članica organizacije TIGR
- Marjan Urbančič (1919—?), profesor
- Matej Urbančič, pedagog
- Mojca Urbančič, zdravnica oftalmologinja-kirurginja
- Nataša Urbančič (1945—2011), atletinja (met kopja)
- Nuša Urbančič, okoljevarstvenica v mednarodnih organizacijah
- Stane Urbančič (1922—2014), zdravnik ginekolog
- Ruža Urbančič (1928—1982), zdravnica
- Tanja Urbančič (*1960), računalničarka, univ. prof.
- Viktor Urbančič/Urbantschitsch, zdravnik (r. na Dunaju)
- Vilma Urbančič Rovan, zdravnica diabetologinja, prof. MF